# Le Lion, le Loup et le Renard
Le Lion, le Loup et le Renard est la troisième fable du livre VIII de Jean de La Fontaine situé dans le second recueil des Fables de La Fontaine, édité pour la première fois en 1678. 
La Fontaine utilise des métaphores pour comparer le comportement des animaux à différentes personnes de la cour de Louis XIV.

## Texte de la fable
Un Lion décrépit, goutteux, n'en pouvant plus,

Voulait que l'on trouvât remède à la vieillesse :

Alléguer l'impossible aux Rois, c'est un abus.

Celui-ci parmi chaque espèce

Manda des Médecins ; il en est de tous arts : 

Médecins au Lion viennent de toutes parts ;

De tous côtés lui vient des donneurs de recettes.

Dans les visites qui sont faites,

Le Renard se dispense, et se tient clos et coi.

Le Loup en fait sa cour, daube au coucher du Roi

Son camarade absent ; le Prince tout à l'heure

Veut qu'on aille enfumer Renard dans sa demeure,

Qu'on le fasse venir. Il vient, est présenté ;

Et, sachant que le Loup lui faisait cette affaire :

Je crains, Sire, dit-il, qu'un rapport peu sincère,

Ne m'ait à mépris imputé

D'avoir différé cet hommage ;

Mais j'étais en pèlerinage ;

Et m'acquittais d'un vœu fait pour votre santé.

Même j'ai vu dans mon voyage

Gens experts et savants ; leur ai dit la langueur

Dont votre Majesté craint à bon droit la suite.

Vous ne manquez que de chaleur :

Le long âge en vous l'a détruite :

D'un Loup écorché vif appliquez-vous la peau

Toute chaude et toute fumante ;

Le secret sans doute en est beau

Pour la nature défaillante.

Messire Loup vous servira,

S'il vous plaît, de robe de chambre.

Le Roi goûte cet avis-là :

On écorche, on taille, on démembre

Messire Loup. Le Monarque en soupa,

Et de sa peau s'enveloppa ;

Messieurs les courtisans, cessez de vous détruire :

Faites si vous pouvez votre cour sans vous nuire.

Le mal se rend chez vous au quadruple du bien.

Les daubeurs ont leur tour d'une ou d'autre manière :

Vous êtes dans une carrière

Où l'on ne se pardonne rien.
— Jean de La Fontaine, Fables de La Fontaine, Le Lion, le Loup et le Renard, texte établi par Jean-Pierre Collinet, Fables, contes et nouvelles, Gallimard, « Bibliothèque de la Pléiade », 1991, p. 293